# Sociologia digital
A sociologia digital é um subcampo da sociologia que se concentra em estudar como as novas tecnologias de informação e comunicação impactam os diversos aspectos da vida em sociedade, bem como o próprio ofício da sociologia, tanto em termos teóricos como metodológicos.
As atividades cotidianas têm sido cada vez mais permeadas pelo uso intensivo da internet e das tecnologias digitais. Essas estão presentes nas ações cotidianas mais básicas, no relacionamento com outras pessoas, na locomoção, alimentação, entretenimento, compras, estudo, e tantas outras.
A cada ação realizada, são gerados inúmeros dados, cuja concentração é chamada de “Big Data”. Tais dados são analisados amplamente pelo mercado, mas ainda de maneira incipiente pela pesquisa sociológica. A sociologia digital propõe que os métodos tradicionais de pesquisa sociológica devem ser repensados, a fim de acompanhar a dinâmica e fluidez das novas tecnologias. Técnicas como questionários, entrevistas e levantamento de dados precisam considerar, hoje, a multiplicidade de informações e inovações advindas das tecnologias digitais.
A necessidade de uma pesquisa crítica se deve a uma série de questões, tais como: a privacidade de informações pessoais; a aparente neutralidade dos dados, embora sejam marcados por vieses e heranças culturais; a confiabilidade das informações, dado os interesses comerciais e políticos que podem estar ocultos; a relação humano-máquina na época dos algoritmos, da inteligência artificial, do aprendizado de máquina, dentre outras questões.
Nesse contexto, a sociologia digital é o campo emergente da sociologia que se propõe entender os impactos das novas tecnologias sobre as concepções de indivíduo, personificação e relações sociais  na sociedade digital, assim como o novo papel da sociologia diante de tal realidade.

## Histórico

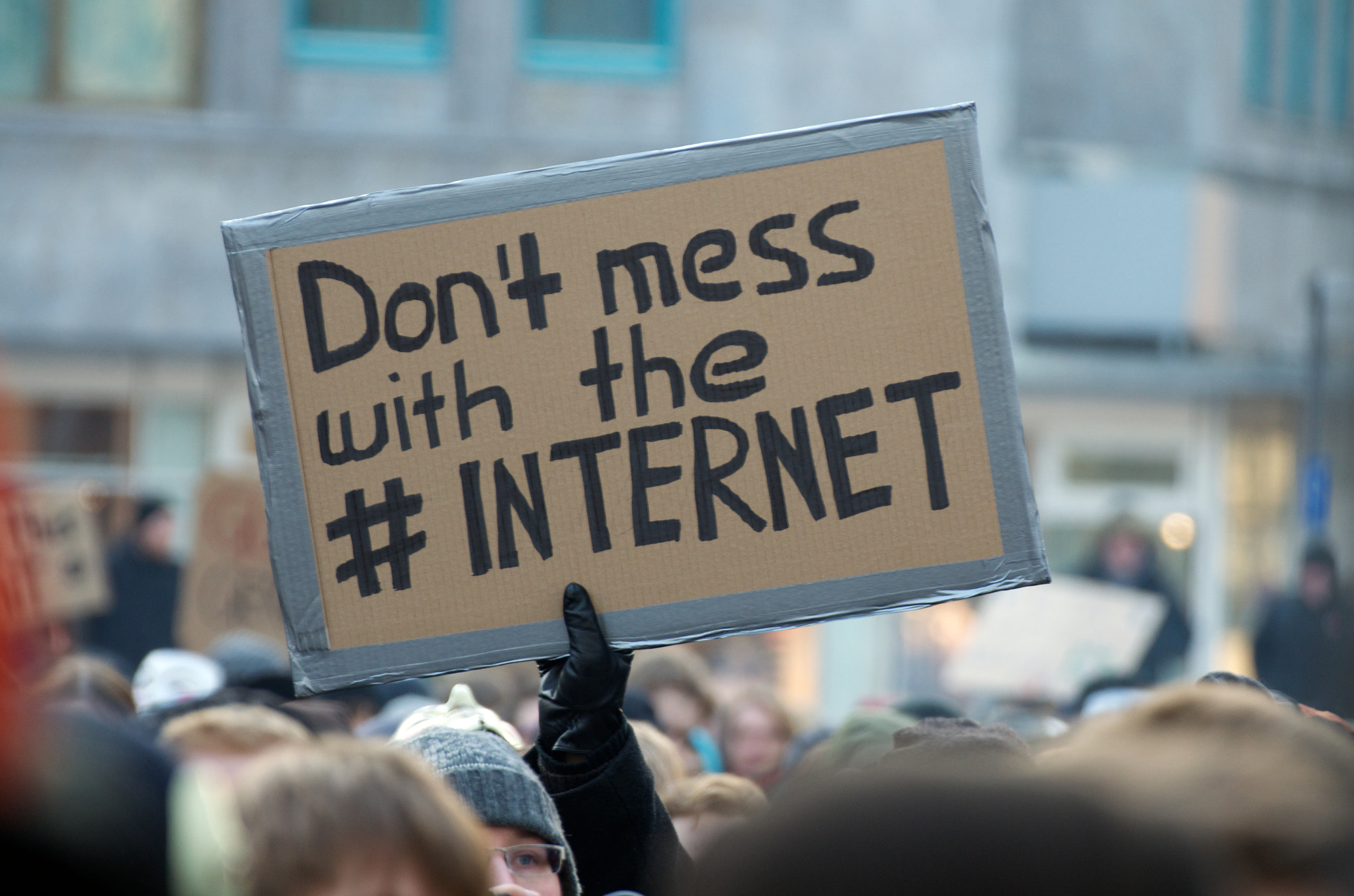
Protesto contra a censura à Internet em Frankfurt, Alemanha.

O termo sociologia digital foi usado pela primeira vez em 2009, em artigo publicado por Jonathan R. Wynn, então professor do Smith College. Nesse trabalho, Wynn se dedica a pensar as diversas formas pelas quais a sociologia poderia incorporar novas tecnologias digitais, tanto na execução das pesquisas (como o uso de máquinas digitais e gravadores, por exemplo), quanto no ensino (como o uso de apresentações audiovisuais). A sociologia digital surge, inicialmente, como uma preocupação com a adequação da reflexão metodológica da sociologia ao mundo cada vez mais digitalizado em que ocorrem as pesquisas. Vale notar que a preocupação com o futuro da sociologia face ao surgimento de novas tecnologias e à produção massiva de dados já havia sido levantada por Andrew Abbott nos anos 2000. 

#### Interface com sociologia da tecnologia e da ciência
A Sociologia digital, então, derivou de uma preocupação já recorrente na sociologia dos impactos da tecnologia no pensar e fazer sociológico. A sociologia da tecnologia e a sociologia do conhecimento podem ser consideradas suas precursoras. Por meio delas, colocou-se em questão o estudo da tecnologia enquanto um produto da ação humana, bem como uma forma pela qual a sociedade é moldada. A novidade da sociologia digital, que lhe rendeu um nome específico, reside justamente no fato de que as tecnologias digitais transformaram as maneiras de se relacionar, pensar e produzir conhecimento.

#### Internet e transição virtual-cyber-digital
As pesquisas sociológicas que envolvem tecnologias computacionais receberam variados nomes ao longo do tempo: “cyber sociologia”, “sociologia da internet”, “e-sociologia”, “sociologia das comunidades online”, “sociologia das mídias digitais”, “sociologia da cyber cultura”. O termo “sociologia digital”, atualmente, é o mais aceito e utilizado popular e academicamente. Essa mudança terminológica acompanhou o deslocamento de perspectiva dos estudos sobre tecnologia.
Logo nos primeiros anos de popularização das tecnologias computacionais, pesquisadores das áreas de comunicação, mídia e estudos culturais dedicaram especial atenção aos estudos sobre o tema, enquanto sociólogos, em geral, permaneceram relutantes em relação a ele. Os estudos culturais dedicados às novas tecnologias enfatizavam, principalmente, seus aspectos futurísticos, e entendiam o terreno das tecnologias computacionais como uma dimensão totalmente separada da realidade material, uma “realidade virtual”.  Essa foi a era do “cyber”, termo que expressava a experiência desincorporada que se passava no ciberespaço, um outro mundo acessado por intermédio de um avatar digital. Do início dos anos 1980 aos primeiros anos do século XXI, foram feitas diversas referências ao cyberespaço, cyberfeminismo, cyberculturas, cybercrimes, cyberracismo, cyberpunk, cyberbullying, etc.  No entanto, pesquisadores consideram que o termo cyber falha em reconhecer a corrente incorporação das novas tecnologias digitais nas atividades do cotidiano.  Atualmente, não é mais possível pensar o universo digital como um espaço separado de nossa realidade material, duas dimensões bastante imbricadas. Dessa forma, "cyber" foi substituído por termos mais contemporâneos, como “digital”, que foca mais em características técnicas ou potencialidades dessas tecnologias, em vez de localizá-las em um mundo virtual separado.
São três os avanços que possibilitaram esse novo cenário: a) das redes e tecnologias de telecomunicações; b) dos dispositivos computacionais construídos através de avanços no campo da eletrônica e c) dos protocolos e aplicações da internet. A relação entre esses avanços é central para entender a dinâmica de alterações na sociedade trazidas pelo movimento digital.
Os primeiros avanços nessa linha surgem com as primeiras explorações em telecomunicações com o telégrafo elétrico no século XIX. Já nesse momento alguns pensadores viam uma possibilidade de mudança radical na sociedade. A infraestrutura de telecomunicações ganhou corpo com os projetos de telefonia e se tornou uma peça chave para que a internet pudesse existir (sem redes de telecomunicações e cabos submarinos, não haveria possibilidade de a internet existir). Entidades como a ITU e a IEEE foram importantes para garantir interoperabilidade das redes de telecomunicações e o desenvolvimento de novos padrões, como o Wi-Fi.
Os desenvolvimentos na eletrônica e na área da computação possibilitam que academia, empresas e, posteriormente, indivíduos possam dispor de dispositivos computacionais cada vez mais poderosos, menores e mais acessíveis, fenômeno que abre caminho para o desenvolvimento da Internet das Coisas.
Essa combinação de desenvolvimentos nas áreas de conectividade e computação possibilitou o desenvolvimento e crescimento dos protocolos de comunicação da internet, em especial o TCP/IP e a World Wide Web. 
Esse conjunto de tecnologias é a base para constituição da sociedade da informação e comunicação digital, analisado pela sociologia digital.

#### Outros desenvolvimentos
Em 2013 foi publicada uma coletânea de trabalhos denominada Digital Sociology: Critical Perspectives (Sociologia digital: perspectivas críticas) os artigos tratavam de temas como as mudanças dos relacionamentos provocadas pelas redes sociais digitais; as alterações na relação com o espaço; a disseminação da vigilância; a desigualdade digital e o capitalismo da informação; o cuidado com a saúde na era digital, dentre outros.
Em 2015, nós temos a publicação do livro Digital Sociology de Deborah Lupton professora da Universidade de Canberra, e no centro de pesquisa social em saúde da Universidade de Nova Gales do Sul. Trata-se de um livro que tem uma pretensão programática: defender a importância, delimitar o escopo e os objetivos da Sociologia Digital. O livro constata que as mudanças digitais afetam absolutamente todos os fenômenos clássicos estudados pela sociologia e defende a necessidade de uma prática sociológica digitalizada.
Em 2017, foi publicado o livro Digital Sociology de Noortje Marres, professora associada na Universidade de Warwick.

## Aspectos
Segundo Lupton, há quatro atividades principais nas quais os sociólogos digitais podem se empenhar:
1. Prática profissional digitalizada: o uso de ferramentas digitais para propósitos profissionais: construir redes, construir um perfil online, publicar e compartilhar pesquisas e instruir alunos;
2. Análises sociológicas do uso de mídias digitais: pesquisar como o uso de mídias digitais pelas pessoas configura seus sensos de self, corporalidade e suas relações sociais;
3. Análise de dados digitais: uso de dados digitais para pesquisa social, seja qualitativa ou quantitativa;
4. Sociologia digital crítica: realizar análises críticas e reflexivas das mídias digitais com base nas teorias sociais[19]

## Diversidade de pesquisa dentro da área
O desenvolvimento de novas tecnologias digitais, como a conexão sem fio e os aparelhos pequenos e facilmente transportáveis, como smartphones, deu à internet grande penetração no cotidiano de, atualmente, bilhões de pessoas. Segue-se, daí, a digitalização de boa parte das dimensões da vida cotidiana, dentre as quais as relações sociais, transformadas principalmente pelas plataformas digitais de redes. Entender como o contato constante com estes dispositivos altera a sociabilidade entre os indivíduos é um dos campos investigativos da sociologia digital.
Alguns pesquisadores explicitam como o uso destes aparelhos digitais transforma as relações entre as pessoas, tornando-as mais isoladas e solitárias. Por outro lado, há sociólogos que argumentam que o leque de sociabilidade e de relações no mundo virtual dialoga constantemente com aquilo que se entende por mundo “offline”. Eles alegam que as relações online intensificam a experiência da realidade offline, o que geraria uma realidade aumentada, na qual o mundo digital e o mundo offline se entrelaçam. 
Um dos campos de análise dentro dessas novas relações diz respeito às mudanças ocorridas nas relações familiares e como as interações e hábitos entre os membros da família são alterados a partir da introdução de mais aparelhos digitais dentro do ambiente doméstico.
A compreensão de como a relação com os aparelhos transforma a noção que o indivíduo tem de si mesmo, em um nível ontológico, é outro campo de pesquisa da sociologia digital. Para alguns autores, a divisão entre humano e máquina forma uma linha tênue nos dias atuais, ficando cada vez mais difícil de tratar as novas tecnologias como coisas “externas” ao corpo humano. Conforme os aparelhos se tornam cada vez menores, mais finos, mais incorporáveis, passamos a carregá-los conosco em nossas atividades mais prosaicas: comer, dormir, fazer exercícios físicos, etc. Parte da lógica de funcionamento dos dispositivos digitais e plataformas é impressa emocionalmente nos indivíduos, que passam a ser “treinados para experimentar o mundo potencialmente sempre como uma foto, tweet, check-in, ou atualização de status”.
Além dos celulares, a computação vestível intensificou ainda mais esse processo de indiferenciação entre corpo e máquina, com óculos de realidade virtual, relógios que permitem monitorar nossa saúde e assistentes de voz que são passíveis de conversação, sinal evidente da antropomorfização desses aparelhos. Para além de sua funcionalidade, lhes é atribuído um valor sentimental e afetivo, e tais aparelhos passam de simples objetos de produção em massa para artefatos com significados pessoais e biograficamente relevantes. A computação vestível, por sua vez, contribui para o fenômeno da quantificação do self: a possibilidade de coletar dados sobre si e de compará-los com os de outros usuários, com o uso de redes sociais integralmente dedicadas a esta prática de vigilância e de reinvenção de si.
Mesmo que os aparelhos portáteis não estejam ativados (ligados), a sua mera existência altera a relação dos indivíduos, pois eles entendem que há sempre a potencialidade de uma conexão: a qualquer momento e em qualquer lugar que quiserem. Não há um segundo self: o self configurado pelo digital é sempre parte do self real. Os dados produzidos pelo self digital duplicam as reações que um indivíduo já receberia cotidianamente sobre como se porta frente ao social. As redes sociais intensificam esse processo, pela publicidade e permanência do conteúdo, e encoraja (assim como rebaixa, a depender da recepção do público) diferentes maneiras de cultivo de si - seja um corte de cabelo, uma viagem de férias ou uma dieta da moda. Assim, os selfs digitais se engajam reciprocamente em práticas de vigilância, e podem mesmo assumir distintas identidades conforme muda a rede social. 

#### Continuidade e esquecimento na internet
Um dos desafios que a sociologia digital tem em relação à forma como a internet funciona é compreender que, embora nada seja perpétuo na internet, uma vez que é uma estrutura mutável e instável por natureza, as informações podem durar por muito tempo nela, sendo indexáveis e facilmente catalogadas igualmente por padrão.
A percepção de que nada é perpétuo na internet deriva do fato de que a internet como a conhecemos é na verdade um conjunto de rede que liga computadores de terceiros (empresas, governos, universidades, indivíduos, etc.). Esses, por sua vez, controlam as informações presentes em seus computadores, que podem ser modificadas ou deletadas intencionalmente por esses terceiros ou por falhas na manutenção do armazenamento de dados (como por exemplo o caso MySpace).
A internet possui ao menos três características que desafiam o esquecimento como o conhecemos até hoje - a) baixo custo para armazenamento de informações, b) alta replicabilidade de informações e c) facilidade de indexação e catalogação de informações.

#### Desigualdades digitais
Uma das questões que a sociologia digital coloca em questão é que o uso da tecnologia é influenciado de formas desiguais, devido a diferentes características socioeconômicas, políticas ou culturais desses atores sociais. Alguns autores chegam a falar em uma “digital divide”. Pesquisas apontam que o acesso à internet é desigual em vários aspectos, tanto geopoliticamente, entre países do Norte e Sul global, como dentro de uma mesma sociedade - há disparidades se considerarmos pessoas que vivem na zona urbana e rural, ou diferenças geracionais (pessoas mais idosas têm menos acesso, não sabem usar esses aparelhos ou simplesmente não veem sua utilidade). Pessoas com deficiências também podem têm seu acesso à internet dificultado.
Outra fonte de desigualdade indicada é como pessoas de classes ou de culturas diferentes dão outros sentidos ao uso da internet: descobriu-se que enquanto pessoas de classes mais altas usam mais para fins educacionais ou de networking (ou seja, para assegurar sua posição social e seus privilégios), pessoas de classes mais baixas usam majoritariamente para fins de entretenimento.

#### Big Data e aprendizado de máquina
Outro ponto em que se observa que as relações entre tecnologia e sociedade não são homogêneas é sobre os impactos que usos de determinadas tecnologias têm sobre grupos sociais diferentes. O manejo de grandes bancos de dados (Big Data), compostos de múltiplos arquivos sobre incontáveis variáveis, requer novas ferramentas capazes de processá-los e extrair informações, modelos e padrões e previsões, dentre as quais se destacam os algoritmos de aprendizado de máquina.
Algoritmos, de forma geral, são o procedimento lógico para realização de tal processamento (Data analytics). Em outras palavras, algoritmos são processos digitais de leitura e interpretação de dados. Embora nem todos os dados digam respeito diretamente a ações humanas, sua manipulação em geral tem algum objetivo social – aumentar a eficiência no provimento de algum serviço público, descobrir padrões que possibilitem a identificação de cânceres em estágios primários, melhor delimitar as preferências dos consumidores etc.
Mayer-Schönberger & Cukier definem big data como referente a “coisas que alguém consegue fazer em larga escala e que não pode ser feita em pequena escala, extrair novas epifanias ou criar novas formas de valor, de maneira a transformar mercados, organizações, a relação entre cidadãos e governos, entre outros”.
Para além da capacidade de processamento de dados em muito superior à inteligência humana, supõe-se que esses dados são menos enviesados. Alguns autores atribuem a este novo fenômeno uma redução da parcialidade do conhecimento: ele se tornaria mais objetivo, com menos influência do pesquisador, que supõe de antemão uma relação de causalidade e busca nos dados a sua comprovação. 
Esse tipo de geração de conhecimento não está mais preocupada com o encadeamento de causa-efeito, característico do pensamento científico, mas com padrões de associação de variáveis: por exemplo, a relação de venda de Pop-tarts de morango e dias de ameaça de furacão nos EUA. Segundo esse pensamento, a quantidade de dados disponível é tamanha que não é mais necessário trabalhar com amostras, mas com o espaço amostral universal, ou seja, com o todo – o que tornaria os modelos e padrões mais precisos.

#### Enviesamento Algorítmico
A suposição de neutralidade desses procedimentos de produção de informação é polêmica. Alguns autores questionam a neutralidade desses procedimentos; para eles, esses dados seriam intrinsecamente enviesados a partir de diversos níveis: a) no processo de desenvolvimento computacional da ferramenta que analisará os dados, b) no tratamento e qualidade dos dados, c) na origem e historicidade dos dados, d) nas premissas epistemológicas que orientam a escolha de variáveis, e) na utilização social dos resultados. Segundo essa perspectiva, a própria forma de se tratar esses dados, pela identificação de correlações e associações podem reproduzir preconceitos e associações espúrias preexistentes na sociedade: nessa visão, ensina-se o computador a reproduzir desigualdades. 
A discussão sobre o enviesamento dos dados ganha força no contexto de algoritmos de aprendizado de máquina. Por se tratarem de algoritmos capazes de encontrar padrões em bases de dados de forma autônoma, enviesamentos existentes nos dados utilizados para seu treinamento deverão repetir-se nos resultados do algoritmo.
Como mencionado, o enviesamento pode se dar de diversas maneiras. Os diversos casos de algoritmos de reconhecimento facial que não reconhecem com precisão pessoas negras podem ter a ver com a pouca representatividade dessas pessoas nas bases de dados de treinamento de tais algoritmos. O software COMPAS, utilizado nos Estados Unidos para valorar o risco de determinada pessoa cometer crimes, e informar com isso as decisões de juízes criminais desse país, parece conceder notas de risco sempre mais altas a pessoas negras, o que pode advir do fato de os dados utilizados para o treinamento do algoritmo advirem dos dados do sistema carcerário desse país, já submetido aos vieses de raça dos policiais, juízes e outros operadores do direito no momento do efetivo encarceramento de uma pessoa.
No contexto do aprendizado de máquina, o tema do enviesamento algorítmico apresenta ainda determinadas peculiaridades. Uma delas é o fato de o aprendizado de máquina, especialmente em modelos preditivos, não somente reproduzir padrões existentes nas bases de dados, mas também de amplificá-los. Isso ocorre em vista de os resultados de tais algoritmos advirem das probabilidades de ocorrência de tal evento nos dados de treinamento: se determinado evento ocorre, por exemplo, 70% das vezes em uma base de dados, aparecerá como resultado correto 100% das vezes. Padrões sociais existentes nos dados serão com isso potencializados. Macduff Hughes, diretor do serviço Google Tradutor, exemplifica esse ponto: 
“O exemplo clássico na linguagem é que um doutor é do sexo masculino e uma enfermeira é do sexo feminino. Se esses vieses existirem em um idioma, um modelo de tradução irá aprendê-lo e amplificá-lo. Se uma ocupação é [referida como masculina] 60 a 70% do tempo, por exemplo, um sistema de tradução pode aprender isso e apresentá-lo como 100% masculino. Precisamos combater isso.” (tradução livre)

#### Privacidade
A privacidade é um conceito estudado por diversas áreas do conhecimento. No debate público, especialmente depois dos vazamentos das práticas de vigilância em massa da National Security Agency reveladas por Edward Snowden em 2014, a questão ganhou em importância e passou a ser apresentada muitas vezes como um embate entre segurança pública, com o argumento de que se os usuários nada têm a esconder, não precisam se preocupar em serem monitorados, e a privacidade, apresentando-a como um direito necessário individual e coletivamente.
Do ponto de vista da sociologia digital, é importante analisar o papel e re-significação da privacidade na sociedade digital. A distinção entre as esferas pública e privada tem tomado novos delineamentos com o avanço das tecnologias digitais. Tem sido argumentado que o conceito de privacidade mudou através do uso das mídias sociais e com o advento do big data, abrangendo dados gerados pelos hábitos diários, atividades e preferências dos usuários das redes. Cada vez mais, à medida que as informações dos usuários da internet são agregadas e interpretadas, suas próprias informações virão a afetá-los, antecipando seus gostos e preferências. Observa-se, de forma geral, um desconforto crescente com a natureza contínua, onipresente e generalizada da vigilância digital e do uso do big data de forma a desafiar a privacidade.
Alguns acadêmicos argumentam que as noções de privacidade precisam ser repensadas na era digital. Rosenzweig por exemplo, argumenta que a privacidade precisa ser desafiada e reavaliada no mundo contemporâneo, argumentando que, na ponderação dos direitos e liberdades, os meios, os fins e as conseqüências de qualquer programa de vigilância de dados devem ser avaliados individualmente. A edição de leis de proteção de dados, como o RGPD na União Europeia e a LGPD no Brasil, vem também em resposta à crescente preocupação com a proteção da privacidade online.

#### Exploração comercial e trabalho digital
Na sociedade digital, dados têm ganhado crescente importância como moeda de troca. Se antes a economia se centrava na troca de mercadorias ou serviços por dinheiro, na atual economia da informação cada vez mais bens são oferecidos de forma gratuita, mediante coleta de dados e utilização dessas informações para marketing direcionado, propaganda e outros fins promocionais.
Esse fenômeno é estudado por diversas lentes. Por exemplo, fala-se de “servitização” (servitization) para se referir à crescente importância dos serviços frente aos bens físicos, e do oferecimento de produtos que antes eram adquiridos uma única vez (tal como sistemas operacionais ou músicas) de maneira continuada, em forma de serviço (tal como fazem hoje todos os grandes sistemas operacionais e os serviços de streaming de música). Tal deslocamento só é possível em vista do crescente valor dos dados gerados pelo uso dos próprios produtos por seus usuários. Conceito correlato é o de “prosumidor”, que se refere ao usuário que, ao consumir determinado produto, também produz seu próprio valor.
No contexto das redes sociais, o "prosumidor" engajado em plataformas como Facebook produz um conjunto de informações: conteúdos postados em página pessoal, a rede de contatos a que se vincula, o tipo de comportamento e forma de utilização da plataforma. Estas informações compõem um perfil a ser vendido a anunciantes, com vistas a publicidade direcionada. A exploração comercial desta atividade dos usuários, transformada em um tipo de mercadoria, pode ser interpretada como exploração da força de trabalho. Para Christian Fuchs, o tempo que o usuário de redes sociais, como o Facebook, passa na plataforma é tempo de trabalho produtivo - de geração de conteúdos, afetos, "curtidas", relações pessoais e contatos profissionais - a ser explorado de acordo com as finalidades comerciais da corporação que mantém a plataforma.
Fora do âmbito exclusivo das mídias sociais e da exploração de seu "prosumidor", as indústrias relacionadas direta e indiretamente às tecnologias de informação e comunicação desenvolveram formas diversas de exploração de trabalho, compondo uma divisão internacional do trabalho digital. Christian Fuchs aponta para a tendência de toda a existência dos trabalhadores digitais tornar-se tempo de trabalho. Os setores envolvidos nessa divisão internacional do trabalho digital englobam desde a mineração de matéria-prima para a produção de componentes para os dispositivos digitais, muitas vezes em condições de trabalho análogas à escravidão, passando por formas diversas de exploração nas indústrias de hardware e software, no vale do silício e nos call centers, até a transformação dos dados dos usuários de mídias sociais em mercadoria a ser negociada com anunciantes que direcionam publicidade.

#### Vigilância
Autores da sociologia digital indicam que a geração contínua de dados e a capacidade crescente de conectividade possibilitam formas de vigilância constante sobre as ações e preferências das pessoas, tanto pelas agências estatais como por empresas privadas ou por outros indivíduos. Enquanto para alguns essa vigilância é essencialmente negativa pois coercitiva e restritiva, para outros ela têm o potencial de aprimoramento do acesso a direitos e serviços, públicos e privados. Outros, ainda, defendem o caráter ambivalente dessa vigilância, chamando a atenção para o fato de que os dados (os meios) não são um problema em si, mas dependem das intenções e das premissas que os mobilizam (os fins).
Os dados - a pegada digital - deixados pelo uso de tecnologias digitais podem ser vigiados tanto na esfera micro - na interação interpessoal - como na macro - pela coleta e armazenamento de grandes quantidades de dados. Há empresas especializadas em coletar, tratar e comercializar esses dados para os mais diversos fins (Data Brokers), desde medidas de segurança nacional e desenvolvimento de policiamento preditivo a reduções de benefícios de assistência social, propaganda especializada a partir da geração de um perfil de consumidor etc. Essa coleta de dados, por sua vez, está estreitamente vinculada ao grau de privacidade que a pessoa consegue manter com relação ao seu compartilhamento de dados (o que é influenciado pelas regulações nacionais a respeito, conforme tópico acima). 
Autores, nesse sentido, relacionam maiores ou menores graus de privacidade a grupos com maior ou menor vulnerabilidade a predictive analytics predatórios. O argumento é que pessoas mais pobres detêm menos poder de privacidade sobre seus dados - já que são obrigadas a fornecê-lo para acesso a serviços sociais ou para acesso a ferramentas e programas gratuitos -, além de menos letramento digital, que dão a elas condições de resistir à vigilância digital. Além disso, aparelhos e tecnologias com mais capacidade de proteção de dados (como criptografia de mensagens) são mais caros. Outro aspecto é que as decisões derivadas do processamento de dados via algoritmos independe da existência dos dados daquela pessoa específica nos grandes bancos de dados, uma vez que são gerados a partir da identificação do comportamento de um perfil de pessoas, no qual aquela pessoa se encaixa. Segundo Lupton,
“Independente do fato dos dados de um indivíduo fazerem parte de bancos de big data, os dados de outras pessoas são usados para fazer escolhas por eles, e com frequência limitam suas possibilidades de escolha”

#### Gênero e tecnologias digitais
As questões de gênero influenciam a maneira pela qual homens e mulheres utilizam a tecnologias, assim como quais tecnologias essas pessoas preferem. O mundo cibernético sempre foi representado como um ambiente masculino, por sua forte relação com o militarismo. As tecnologias computacionais exigiam habilidades técnicas e matemáticas para codificar, programar e configurar as tecnologias. Tais habilidades sempre foram consideradas práticas masculinas e não femininas. O arquétipo do especialista em computação é representado por um homem de língua inglesa, jovem, branco e de classe média.
Da mesma forma, a figura do hacker tende a ser representada por um homem branco muito inteligente e tecnologicamente habilidoso, porém com más intenções. O arquétipo do nerd é também outro tipo de homem branco, altamente inteligente, competente nas ciências da computação, mas fisicamente pouco atraente, socialmente desajeitado e sem amigos. Estes arquétipos podem acabar eliminando a possibilidade de outros indivíduos demonstrarem interesse em aprender a lidar com as tecnologias. As mulheres, por exemplo, parecem ser menos propensas a estudar ciências da computação, demonstram níveis mais altos de aversão à tecnologia, níveis mais baixos de proficiência em computação e menos autoconfiança na utilização de computadores do que os homens. 
De acordo com o relatório da União Internacional de Telecomunicações (UIT) de 2018, os países com os mais altos níveis de desigualdade de gênero são também aqueles que apresentam maiores diferenças de habilidades computacionais entre homens e mulheres. Esta diferença é mais acentuada quando se trata de habilidades mais técnicas, como instalar e configurar aparelhos ou aplicativos, do que quando se trata de habilidades de usabilidade, como mandar e-mails ou montar apresentações.
Com relação ao uso da internet, o relatório de 2017 da UIT sugere que em dois terços dos países do mundo a proporção de homens que utilizam a internet é maior do que a proporção de mulheres. A diferença é maior nos países em desenvolvimento (16,1%). Nos países desenvolvidos, a diferença entre homens e mulheres usando a internet é de 2,8%. Este contraste entre os gêneros está fortemente associado a outras desvantagens socioeconômicas vivenciadas pelas mulheres em diversas sociedades, como menos tempo investido em educação e níveis mais baixos de renda. Há forte relação entre a igualdade de gênero no ensino superior e a igualdade de gênero no uso da Internet. Nos países norte-americanos, por exemplo, onde há igualdade de gêneros no acesso à educação superior, há também mais igualdade no uso da internet. O relatório aponta ainda que mulheres tendem a usar a internet mais do que os homens para fins educacionais.
Tanto no Brasil como no resto do mundo é cada vez mais evidente o fenômeno da sororidade digital: rede de troca de informações entre mulheres na internet. No caso brasileiro, apenas no ano de 2018, brasileiras que publicaram vídeos na plataforma Youtube tiveram mais de duzentas mil horas assistidas. Destacam-se como assuntos mais pesquisados o autocuidado, cuidados com crianças e idosos, e assuntos relacionados à independência feminina. Em 2018, por exemplo, foram publicados mais de dois mil vídeos sobre cuidados a serem tomados por mulheres que viajam sozinhas. Neste mesmo ano, o conteúdo publicado na plataforma Youtube sobre como investir dinheiro aumentou 200% entre as mulheres.

#### Discriminação e tecnologias digitais
A abertura da Internet e o crescimento de plataformas nas quais os indivíduos podem emitir suas opiniões abertamente dão mais oportunidades de atacar, discriminar e marginalizar grupos sociais já desfavorecidos. As mídias sociais podem reproduzir ou até mesmo acentuar a discriminação de algumas minorias. O aumento no uso dessas plataformas pelos próprios grupos marginalizados pode dar mais visibilidades a eles, o que também aumenta as chances de serem atacados.
Diversas formas de discriminação e de discursos de ódio existem na internet. Alguns websites disponibilizam fóruns para expressar e reproduzir discursos sexistas, machistas e homofóbicos. Portais de notícias também atraem frequentemente este tipo de discurso, a tal ponto que alguns deles já não permitem mais opiniões anônimas. Outros portais simplesmente fecharam suas seções de comentários, por conta do tempo que era gasto moderando textos que continham opiniões e linguagem ofensivas.
Os aplicativos móveis também são meios utilizados para perpetuar estas formas de discriminação social. Existem vários aplicativos disponíveis que exploram estereótipos de raça e classes sociais. Uma lista com os 10 aplicativos de smartphone mais racistas já criados faz menção ao aplicativo Jew or Not Jew (Judeu ou não judeu), uma base de dados que identifica e fornece detalhes sobre celebridades judaicas; Pocket God (Deus de bolso) um jogo no qual o usuário mata pigmeus negros, colocando-os no fogo, enviando furacões em seu caminho ou derrubando excremento de pássaros neles; Pedestrian Route Production (Produção de Rotas de Pedestres), um aplicativo da empresa Microsoft que indica áreas seguras para circulação, com base em estatísticas criminais. Tal aplicativo ficou conhecido como “Avoid Ghetto” (Evite o Gueto). A crítica sobre o aplicativo de GPS se generalizou principalmente por conta do debate sobre a determinação de estatísticas de crimes com base em raça e classe social.
A discriminação e o discurso de ódio contra as mulheres também são comuns na internet. Muitas mulheres que se engajam no meio digital, como ativistas feministas, blogueiras ou jornalistas, recebem comentários altamente misóginos, perseguições e ameaças de violência, muitas vezes expressas em termos extremamente explícitos e agressivos. No Brasil, um caso que teve grande repercussão foi o da jornalista Maria Júlia Coutinho. Em 3 de julho de 2015, a jornalista foi alvo de comentários racistas que provocaram repulsa em grande parte da população do país. A hashtag #SomostodosMaju teve ampla repercussão nas redes sociais.
Para minimizar este tipo de situação, em 2015 foi criado no Brasil o aplicativo Monitor dos Direitos Humanos, que faz uma varredura de palavras-chave relacionadas a minorias, como negros, LGBT, indígenas e mulheres, identificando mensagens de ódio, preconceito e intolerância reproduzidas nas redes sociais.

## Sociologia Digital no Brasil
As tecnologias e plataformas digitais causaram transformações notáveis no cotidiano dos brasileiros. Por isso o desenvolvimento de uma sociologia digital em território nacional colabora para entender os hábitos contemporâneos desses cidadãos. No Brasil, a maior parte das pessoas que têm acesso a internet o fazem por meio de dispositivos móveis. Mais de 93% dos domicílios particulares contam com aparelhos celulares, contra apenas 31,5% dos domicílios que dispunham de telefonia fixa convencional – uma queda de mais de 7% dos domicílios que possuíam telefones fixos se comparado com os dados de 2013.
Em 2017, o IBGE constatou que houve um crescimento do acesso à internet entre os brasileiros, em contrapartida, o número de pessoas que tinham acesso a internet por meio de computador pessoal caiu. Com base nesses dados, o IBGE concluiu que essa mudança estaria ligada à maior importância dada a outros dispositivos capazes de se conectar à internet. No ano de 2017, 74,9% dos domicílios brasileiros tinha acesso à internet e, em 98,7% destes, era o aparelho celular que servia como dispositivo utilizado para este fim. Outro fator importante para a ampliação da conectividade dos brasileiros seria o barateamento de serviços de telefonia móvel com 3G e 4G. Cabe registrar, ainda, que, com exceção da região Nordeste, todas as regiões do país apontaram maior percentual de acesso à internet de banda larga móvel (3G ou 4G) em relação à banda larga fixa.
O artigo A Sociologia Digital: um desafio para o século XXI de autoria do professor Leonardo Fernandes Nascimento foi a primeira publicação científica a sublinhar a importância e a urgência da sociologia digital para o contexto da pesquisa sociológica nacional. Em 2020, a Editora da Universidade Federal da Bahia publicou, do mesmo autor, o livro intitulado "Sociologia digital: uma breve introdução", a proposta da obra é apresentar uma introdução à sociologia digital, contextualizando o seu surgimento em relação aos debates sobre os fenômenos digitais e a reflexão sociológica contemporânea.